# Andrée Malsert
Andrée Malsert (née le 23 janvier 1933 à Nancy) est une athlète française, spécialiste du lancer du javelot.

## Biographie
Elle est sacrée championne de France du lancer du javelot en 1966 et 1968.
Son record personnel, établi en 1967, est de 48,80 m.